# Burin (schiereiland)
Burin is een groot schiereiland aan de zuidkust van het Canadese eiland Newfoundland. Burin scheidt de in het westen gelegen Fortune Bay van de in het oosten gelegen Placentia Bay. Het is lang en smal met een lengte van 135 km tegenover een breedte van maximaal 30 km. 
De belangrijkste plaats op Burin is Marystown. De haven van het westelijk gelegen Fortune is het vertrekpunt van de enige veerbootverbinding met de Franse eilandengroep en overzeese gemeenschap Saint-Pierre en Miquelon.

## Geografie
De enige toegangsweg van het schiereiland is Route 210. Deze begint als aftakking van de Trans-Canada Highway in Goobies en reikt tot in het centraal op het schiereiland gelegen Marystown. Vanaf die plaats maakt Route 220 een lus langs beide kusten van het zuidelijke deel van Burin. Verbindingswegen van secundair belang zijn Route 212, Route 213, Route 221 en Route 222.
Het schiereiland telt verschillende rivieren, waaronder de Grand Bank Brook en de Little Barasway Brook. Er bevinden zich ook vele tientallen meren, waaronder ook enkele stuwmeren zoals het Stuwmeer van Grand Bank.

### Plaatsen
Met ruim 5200 inwoners (2021) is Marystown bij verre de grootste gemeente van Burin. Er zijn daarnaast nog vier andere gemeenten met meer dan 1000 inwoners op het schiereiland, namelijk Burin, Grand Bank, Fortune en St. Lawrence. Naast die vier plaatsen zijn er nog 18 gemeenten op Burin, namelijk Baine Harbour, Bay L'Argent, Fox Cove-Mortier, Frenchman's Cove, Garnish, Lamaline, Lawn, Lewin's Cove, Little Bay East, Lord's Cove, Parker's Cove, Point au Gaul, Point May, Red Harbour, Rushoon, St. Bernard's-Jacques Fontaine, Terrenceville en Winterland.
Voorts telt het schiereiland nog 17 gemeentevrije plaatsen, namelijk Beau Bois, Boat Harbour West, Brookside, Epworth, Grand Beach, Great Salmonier, Harbour Mille, Jean de Baie, L'Anse-au-Loup, Little Harbour East, Little St. Lawrence, Molliers, Petite Forte, Rock Harbour, Spanish Room, Taylor's Bay en Tides Brook.
Op Winterland na liggen alle plaatsen aan de kust.

## Demografie
Het schiereiland Burin ligt volledig in de provinciale Divisie Nr. 2. Het telde in 2021 ruim 18.300 inwoners. In 1991 woonden er nog zo'n 27.700 inwoners.

## Voetbal
Op het schiereiland is voetbal traditioneel een populaire sport op het schiereiland, veel meer dan elders op Newfoundland. De vijf traditieclubs op Burin zijn de St. Lawrence Laurentians, Grand Bank Gee Bees FC, de Burin Eagles, Marystown United en de Lawn Shamrocks. 